# GQ (periodico)
GQ (acronimo di Gentlemen's Quarterly; lett. "trimestrale dei signori") è una rivista statunitense, creata nel 1957, dedicata all'universo maschile.

## Edizione USA
Inizialmente trimestrale (in inglese quarterly significa "che esce quattro volte all'anno" – quindi con periodicità trimestrale), è diventata mensile solo successivamente. Tratta argomenti come sessualità, moda, cinema, musica e altro. Nel 1979 la Condé Nast comprò la pubblicazione e cambiò il corso della rivista, con l'introduzione di articoli oltre la moda, che fecero di GQ la rivista maschile principale in concorrenza con Esquire. Molti fotografi di risonanza mondiale hanno pubblicato loro lavori sulle pagine della rivista come Bruce Weber, Herb Ritts, Mario Testino, Helmut Newton, Steven Meisel, Terry Richardson e David LaChapelle. È pubblicata in diversi paesi, tra cui Australia, Sudafrica, Francia, Cina, Germania, Italia, India, Giappone, Corea del Sud, Taiwan, Romania, America Latina, Russia e Regno Unito.

## Edizione italiana
GQ è arrivata in Italia nell'ottobre del 1999, edita da Gruppo Edizioni Condé Nast e diretta dal 1999 al 2002 da Andrea Monti. Dal settembre 2021 il periodico è diretto da Federico Sarica.

### Direttori dell'edizione italiana
- Michele Lupi (novembre 2006 - marzo 2011)
- Gabriele Romagnoli (aprile 2011 - giugno 2013)
- Carlo Antonelli (luglio 2013 - gennaio 2016)
- Emanuele Farneti (febbraio 2016[1] - febbraio 2017)
- Giuseppe De Bellis (marzo[2] - dicembre 2017)[3]
- Luca Dini (2018) direttore ad interim
- Giovanni Audiffredi (gennaio 2019[4] - settembre 2021)[5]
- Federico Sarica (settembre 2021[6] - in carica)